# Hélène Grimaud
Hélène Grimaud (phiên âm từ tiếng Pháp: /Ê-len Gri-mô/, đọc theo tiếng Anh: /eɪʧéɛlèneɪ grɪmoʊ/) là một trong những nghệ sĩ dương cầm xuất sắc nhất qua mọi thời đại, người Pháp, chuyên biểu diễn các tác phẩm thuộc lĩnh vực nhạc cổ điển. Bà cũng là nhà văn, nhà nghiên cứu tập tính học động vật và là người đồng sáng lập Wolf Conservation Center (Trung tâm Bảo tồn chó sói) ở Nam Salem thuộc New York.

## Tiểu sử
Hélène Grimaud sinh ngày 7 tháng 11 năm 1969, ở Aix-en-Provence, Pháp. Người cha gốc Do Thái Sephardi ở châu Phi, còn tổ tiên của người mẹ là người Do Thái Berber từ Corsica. Người cha vốn là con nuôi từ nhỏ của một gia đình Pháp, sau trở thành gia sư dạy ngôn ngữ.
Hélène học dương cầm từ năm bảy tuổi. Đến năm 13 tuổi đã được nhận vào Nhạc viện Paris (Conservatoire de Paris), là học trò của những nghệ sĩ nổi tiếng như Jacques Rouvier, György Sándor và Leon Fleisher. Chỉ hai năm sau (1985), Hélène đã giành được giải nhất tại Nhạc viện này và giải Grand Prix du Disque (giải thưởng lớn cho CD) của Viện hàn lâm Charles Cros về bản ghi âm  nhạc phẩm Piano Sonata số 2 của  Sergei Rachmaninoff vào cuối năm 1985. Hélène có cảm giác kèm rất đặc biệt, nhờ đó dễ ghi nhớ và "hiểu" các nốt nhạc "sinh ra" từ bản nhạc.
Năm 1991, Hélène chuyển đến Tallahassee, Florida. Năm 1997, Hélène định cư tại Quận Westchester, phía bắc Thành phố New York. Hélène cũng đã sống một thời gian ở Berlin, cư trú tại Weggis, gần Luzern của Thụy Sĩ.
Hiện nay, bà sống với người bạn đời của mình là nhiếp ảnh gia người Đức Mat Hennek ở tiểu bang New York.

## Sự nghiệp

### Biểu diễn
- Năm 1987, Hélène bắt đầu sự nghiệp chuyên nghiệp của mình với buổi biểu diễn độc tấu dương cầm ở Paris.
- Năm 1988, Hélène ra mắt lần đầu tiên buổi hòa tấu dương cầm với dàn nhạc Orchester de Paris do Daniel Barenboim chỉ huy.
- Năm 1999, Hélène ra mắt lần đầu tiên ở Hoa Kỳ với dàn nhạc nổi tiếng Giao hưởng New York do Kurt Masur chỉ huy.[14]
- Hélène đã biểu diễn nhiều lần tại BBC Proms, trong đó có bản Choral Fantasia nổi tiếng của Beethoven.[18]

Các nhà phê bình âm nhạc đã ca ngợi khả năng diễn giải các tác phẩm nổi tiếng của Hélène Grimaud, đồng thời so sánh Hélène thời trẻ với nghệ sĩ dương cầm Glenn Gould.

### Bảo tồn sói

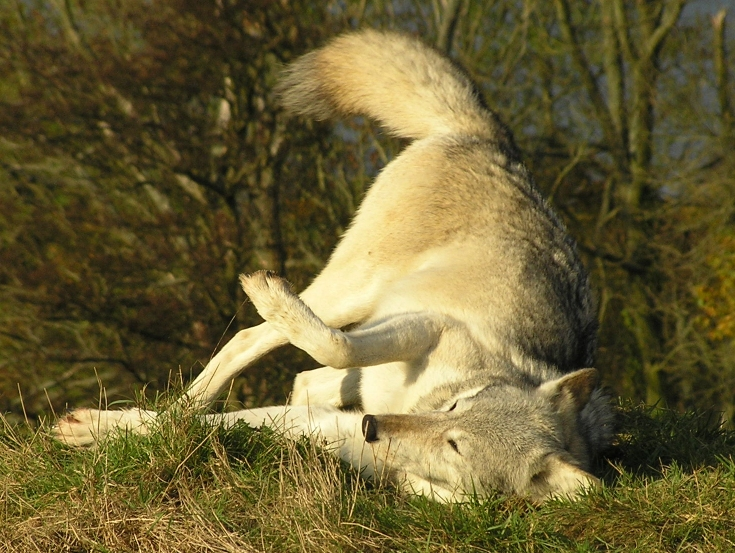
Một "cô" sói ở khu bảo tồn

Hélène có niềm đam mê đặc biệt với chó sói, nên đã nghiên cứu, bảo tồn và nuôi dưỡng nhiều cá thể thuộc loài này tại Trung tâm Bảo tồn Sói ở Nam Salem, New York - là nơi bà đồng sáng lập với người bạn là nhiếp ảnh gia J. Henry Fair.

### Đĩa đã xuất bản
Do hãng Denon[A]
- Rachmaninoff Piano Sonata No. 2, Études-Tableaux, Op. 33 (1986)
- Chopin Ballade No. 1, Liszt Après une Lecture de Dante, Schumann Sonata for Piano (1987)
- Schumann Kreisleriana, Brahms Piano Sonata No. 2 (1989)
- Brahms Piano Sonata No. 3, Klavierstücke (1992)
- Rachmaninoff Piano Concerto No. 2, Ravel Piano Concerto (1993)

Do hãng Erato
- Schumann Piano Concerto, Richard Strauss Burleske (1995)
- Brahms Piano Pieces Op. 116–119 (1996)
- Gershwin Piano Concerto, Ravel Piano Concerto in G (1997)
- Brahms Piano Concerto No. 1 (1998)

Do hãng Teldec
- Beethoven Piano Concerto No. 4, Piano Sonata No. 30, Piano Sonata No. 31 (1999)
- Rachmaninoff Piano Concerto No. 2, Prelude Op. 32/12, Études-Tableaux Op. 33/1, 2 and 9, Variations on a Theme of Corelli (2001)

Do hãng Deutsche Grammophon
- Credo  John Corigliano Fantasia on an Ostinato, Beethoven Piano Sonata No. 17 "Tempest", Choral Fantasy, Arvo Pärt Credo (2003)
- Chopin | Rachmaninoff (2005)
- Bartók The Piano Concertos (on the third) (2005)
- Reflection Schumann Piano Concerto, Various by Brahms and Clara Schumann (2006)
- Beethoven Piano Concerto No. 5 "Emperor", Piano Sonata No. 28 (2007)
- Bach Various (2008)
- Resonances Mozart: Sonata No. 8, Berg: Sonata op.1, Liszt: Sonata in B minor, Bartok: Romanian Folk Dances (2010)[22]
- Mozart Piano Concerto No. 19, Piano Concerto No. 23, Ch'io mi scordi di te? (with Mojca Erdmann, soprano) (2011)
- Duo (with Sol Gabetta, cello) Works by Schumann, Brahms, Debussy, and Shostakovich (2012)
- Brahms Piano Concertos Nos. 1 & 2 with the Bavarian Radio SO and Vienna PO, conducted by Andris Nelsons (2013)
- Water Various (with Nitin Sawhney) (2016)[23]
- Memory Debussy (including "Clair de Lune"), Satie, Chopin, Silvestrov, Sawhney  (2018)
- The Messenger Mozart, Silvestrov with Camerata Salzburg (2020)[24]

Do hãng Philips
- Schumann Sonata for Violin and Piano in A minor, Op. 105, Gidon Kremer violin and Helene Grimaud piano. Recording date: 7/1989. Release: Lockenhaus Festival 1982–1992 A Decade of Music-Making (1997)

Do hãng ACA Digital Recording, Inc
- Bassoon Music Of The Americas, Composers on Bassoon Music Of The Americas: Alvin Etler, Valdir Azevedo, Jose Siqueira, Magda Santos/Pó, Pixinguinha, Heitor Villa-Lobos, Willson Osborne. Jeff Keesecker – bassoon and Hélène Grimaud – piano (2002)

### Tác phẩm văn học
- Variations sauvages (2003, published in English as Wild Harmonies)[25]
- Leçons particulières (2005)
- Retour à Salem (2013)

## Vinh danh
- Huân chương Nghệ thuật và Văn học Pháp năm 2002.
- Huân chương Quốc gia Pháp năm 2008.
- Bắc đẩu bội tinh hạng nhất, năm 2015.[26]